# Ma Kchaj
Ma Kchaj (čínsky pchin-jinem Mǎ Kǎi, znaky 马凯‎; * 29. června 1946 Ťin-šan) je čínský politik. V letech 2013–2018 byl jedním z místopředsedů Státní rady. Dříve působil jako státní poradce a generální sekretář Státní rady. Je také básníkem.

## Životopis

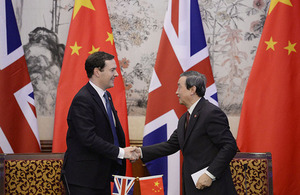
Setkání Ma Kchaje s britským ministrem financí Georgem Osbornem v říjnu 2013.

Narodil se v roce 1946 v Ťin-šanu v Šanghaji. V roce 1982 získal magisterský titul na Čínské lidové univerzitě.
Byl členem 16. a 17. ústředního výboru Komunistické strany Číny a poté členem 18. ústředního výboru. V roce 2012 byl zvolen do 18. politbyra ústředního výboru Komunistické strany Číny.
V roce 2003 byl pověřen vedením Národní rozvojové a reformní komise, orgánu, který má širokou správní a plánovací kontrolu nad čínským hospodářstvím.
V listopadu 2017 byl jmenován do čela Výboru pro finanční stabilitu a rozvoj.